# Sladařský ústav v Brně
Sladařský ústav v Brně byl založen v roce 1920 jako Státní výzkumný ústav kvasného průmyslu spojený s Výzkumným ústavem sladařským v rámci České vysoké školy technické v Brně.

## Historie

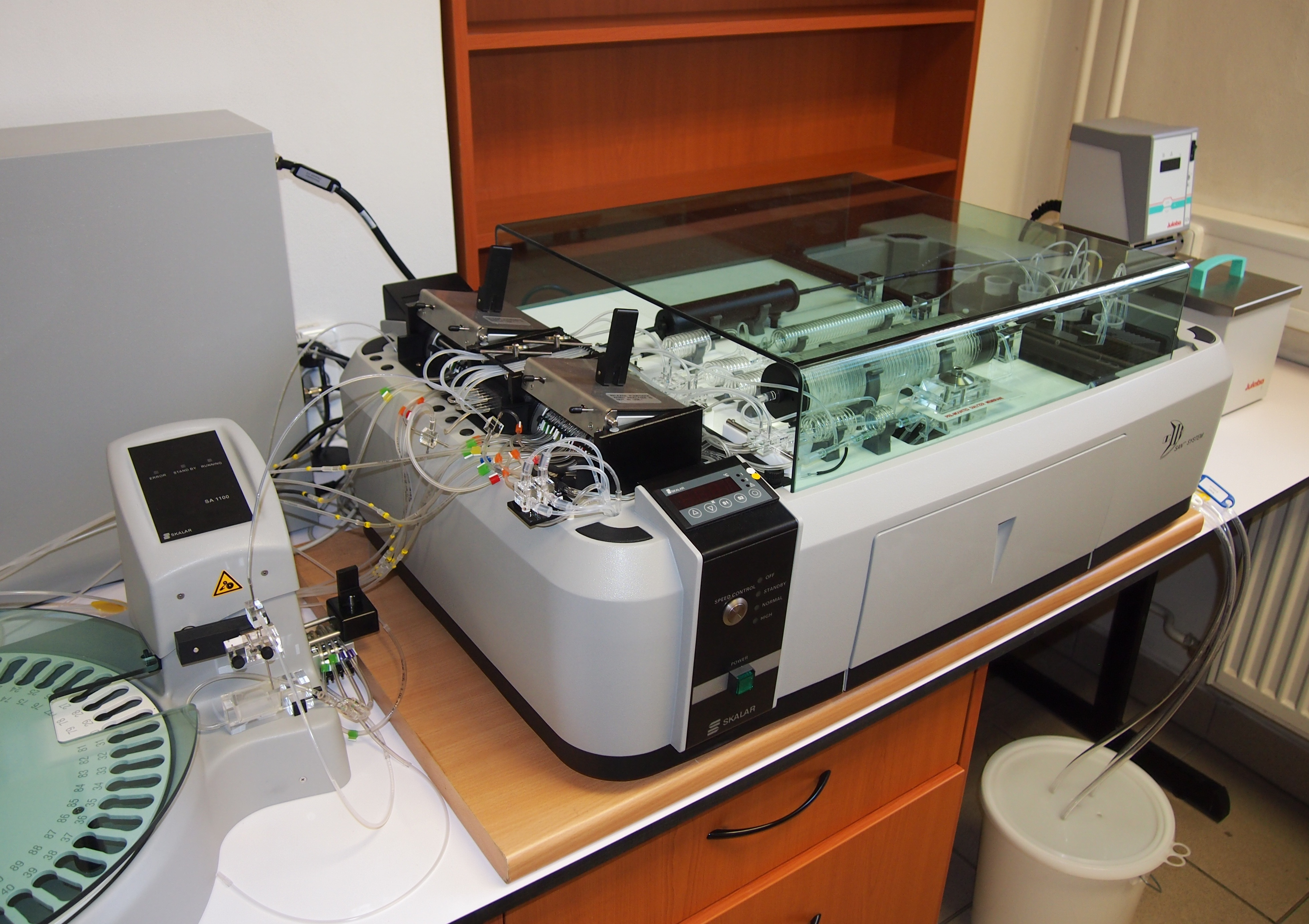
Kontinuální průtokový analyzátor používaný k segmentové průtokové analýze beta-glukanů, diastatické mohutnosti a volného alfa-aminodusíku

Před první světovou válkou bylo v Rakousko-Uhersku nejvíce obchodních a pivovarských sladoven soustředěno na Moravě a v Čechách. Moravské sladovny využívaly služeb vídeňské laboratoře Institut für Gärungsindustrie prof. E. Jalowetze (1862–1936). Po první světové válce vznikla v Brně Československá komise sladová, která iniciovala zřízení Sladařského ústavu. Vybudováním ústavu byl pověřen Vladimír Vavřin Žila (1889–1953) absolvent Wiener Akademie für Bräu-Industrie. V. V. Žila, vedl Sladařský ústav od jeho založení nejprve jako přednosta laboratoře a později ve funkci ředitele až do své smrti.
Výnosem Ministerstva školství a národní osvěty ze dne 4. srpna 1920 vznikl v rámci České vysoké školy technické v Brně (dnes Vysoké učení technické v Brně) „Státní výzkumný ústav kvasného průmyslu spojený s Výzkumným ústavem sladařským“.
V provizorní laboratoři (Falkensteinerova 7 dnes Gorkého 7) zahájil Sladařský ústav 4. srpna 1920 analytickou kontrolu prvních vzorků. Současně byla laboratoři udělena státní autorizace. V polovině roku 1921 se ústav přestěhoval do vlastních prostor v chemickém pavilonu České vysoké školy technické v Brně (Za úvozem 17 dnes Žižkova 17).

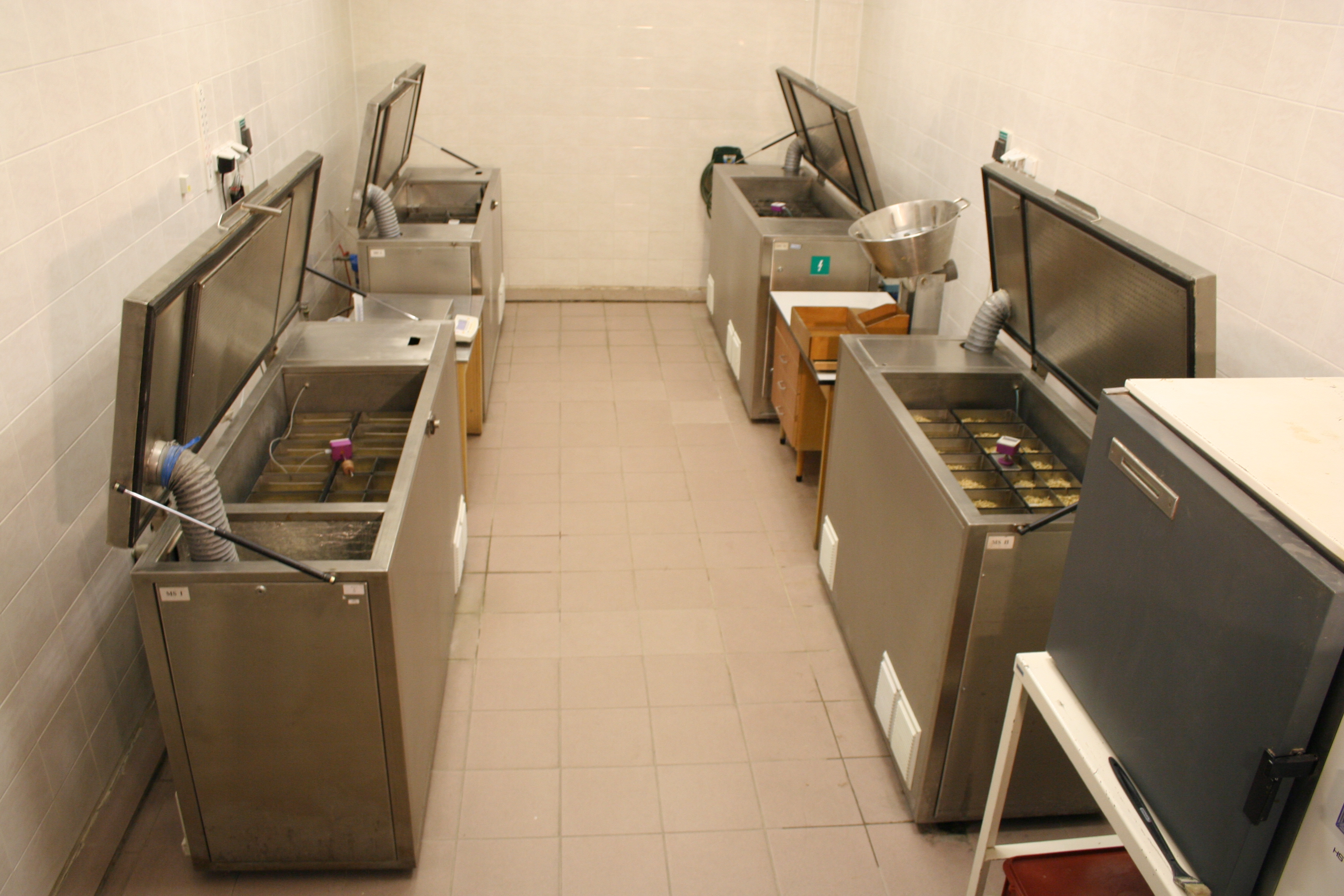
Mikrosladovna pro výrobu malých vzorků sladu pro jeho následnou analýzu

## Aktivity
Ústav organizoval v letech 1925–1932 „Sjezdy sladařsko-pivovarské“. S vlastní expozicí se ústav účastnil Výstavy soudobé kultury v Československu (1928) a organizačně se podílel na Výstavě pivovarsko-sladařské, která byla části rozsáhlé Výstavy moderního obchodu (1929). V roce 1933 byla vybudována poloprovozní pokusná sladovna. V letech 1932–1936 byla ústavem organizována „Moravská škola sladovnická v Brně“ a v letech 1935–1939 byl vydáván časopis „Zprávy Ústavu kvasného průmyslu“.
Činnost ústavu pokračovala po celé válečné období. Ve snaze posílit českou sladařskou a pivovarskou veřejnost po odborné i národnostní stránce byla založena „Žilova edice pivovarských spisů“. V průběhu okupace vyšly v této edici postupně čtyři monografie.

## Po osvobození
Od roku 1946 se činnost ústavu opět rozvíjí. S pomocí První brněnské strojírny byl vybudován pokusný pivovar na 8 hl. Současně byla pořízena i mikrovarna na 30 litrů.
Rozhodnutím Ministerstva školství, věd a umění byl ústav s platností od 1. ledna 1951 zařazen do sektoru Ministerstva potravinářského průmyslu. Pracovníci ústavu tak ztratili možnost podílet se na výuce vysokoškolských studentů. Budova Vysoké školy technické Dr. Edvarda Beneše v Brně, ve které ústav sídlil, byla v roce 1951 předána Vojenské technické akademii. Sladařský ústav se v roce 1952 musel přestěhovat do budov po znárodněné firmě DIMO (Mostecká 7, Brno), ve kterých sídlí doposud. Do nových prostor nebylo možno přestěhovat pokusný pivovar ani poloprovozní pokusnou sladovnu.
Ministerstvo potravinářského průmyslu zřídilo k 1. 1. 1952 „Výzkumný ústav pivovarský a sladařský“ (VÚPS), do něhož byly začleněny pracoviště Výzkumného ústavu pivovarského a sladařského průmyslu v Praze, Mikrobiologické stanice při pokusném pivovaru v Braníku a pracoviště Výzkumného ústavu kvasného průmyslu v Brně. Od roku 1952 je tedy historie uvedených pracovišť společná.

## Současnost

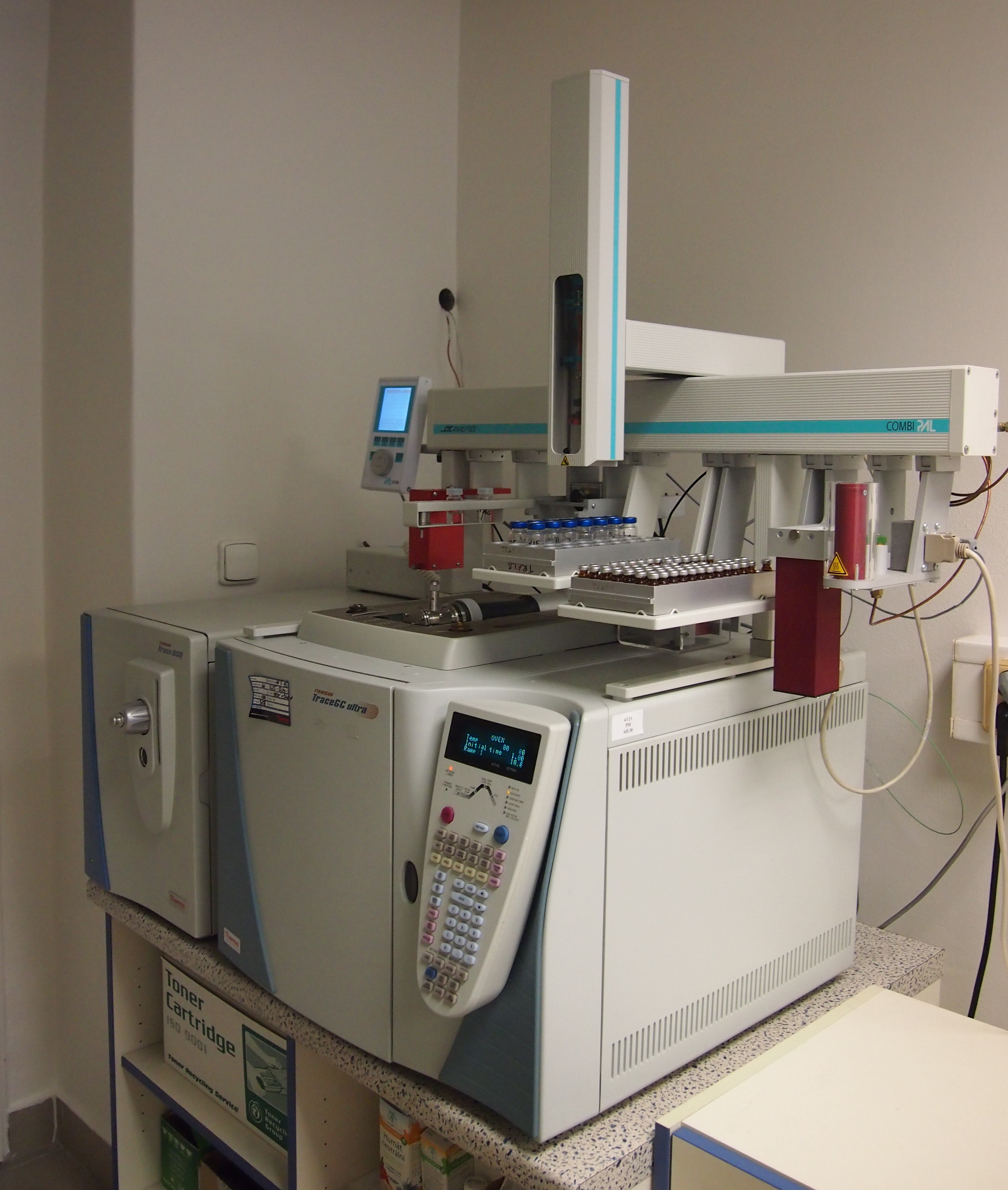
Plynový chromatograf s hmotnostním detektorem se nejvíce používá ke stanovení kontaminantů (pesticidy, akrylamid, 3-MCPD atd.) a těkavých látek.

Sladařský ústav se stává brněnským pracovištěm VÚPS specializovaným na hodnocení kvality ječmene a sladu. V roce 2000 se původní název pracoviště znovu objevuje v názvu „Analytická zkušební laboratoř – Sladařský ústav Brno“ (registrační číslo 1309.2).
Na brněnském pracovišti VÚPS je každoročně od roku 1998 kompletována „Ječmenářská ročenka“ přinášející informace o odrůdách ječmene, statistické údaje týkající se ječmene a sladu, adresář sladoven atd. V letech 2005 – 2006 prošlo brněnské pracoviště VÚPS náročnou stavební rekonstrukcí a modernizací. V roce 2015 byla zbudována „Oborová knihovna pro ječmen a slad“.
Český sladařský a pivovarský průmysl podporuje výzkumné projekty „Hodnocení odrůd sladovnického ječmene“ a „Hodnocení jakosti sladovnického ječmene“, které jsou realizovány z velké části na brněnském pracovišti VÚPS. V brněnském pracovišti VÚPS jsou na základě výsledků tříletých zkoušek doporučovány odrůdy jarního ječmene pro výrobu piva s chráněným zeměpisným označením „České pivo“.